# 日本未來黨
日本未來黨（日语：日本未来の党 (政治団体)）是日本一個政治團體。2012年11月28日第一次創立時曾為日本第三大黨，但於2012年眾議院選舉慘敗後陷入分裂，並於2012年12月27日分裂為生活黨和新的「日本未來黨」。新的「日本未來黨」由於不符合政黨的規定，只能以政治團體名義繼續活動，2013年5月17日解散。

## 概要
日本未來黨由滋賀縣知事嘉田由紀子在2012年11月28日成立，並於同日與國民生活第一及實現減稅日本、反TPP、脫核電黨（簡稱「脫核電黨」）合併。這次合併吸收了兩黨反核電和消費稅增稅法案的議員，在2012年眾議院被解散前曾擁有參議院12個議席及眾議院61個議席，短暂成为日本第三大党。
但日本未來黨在12月18日舉行的第46屆日本眾議院議員總選舉中慘敗，只有9人當選，淪為少數派。其後嘉田與原國民生活第一（小澤一郎派）的成員矛盾加劇，加上不滿對立而退黨的龜井靜香公開要求兩派分開以化解紛爭，兩派最終於2012年12月27日正式分裂。嘉田同意退黨，然後重新設立新的「日本未來黨」，仍任新黨代表。而原有的「日本未來黨」正式被小澤派成員接管，更名為生活黨。
新「日本未來黨」只有阿部知子一名議員，不符合日本政黨法最低5名議員的規定，無法取得政黨資格而降為政治團體，亦無法取得政黨補助金，因此原有的政黨補助金大致上都撥歸給法理上承襲舊黨且具備足夠席次的生活黨所有。嘉田於2013年1月4日辭任新黨代表，由阿部知子接任黨代表。2013年5月17日，阿部知子加入绿之风，日本未来党解散。

## 政治主張
「琵琶湖宣言」提出以下六大基本政策方針。隨後以「未來的承諾」為題，將「琵琶湖宣言」方針框架內容，發表為詳細化、具体化的政策。
- 「終核電」（卒原発）
- 「活婦孺」（活女性、子ども）
- 「守民生」（守暮らし）
- 「脫增稅」（脱増税）
- 「制官僚」（制官僚）
- 「展外交」（誇外交）

## 歷任黨魁
| 屆別 | 黨魁姓名   | 任期           | 任期           | 圖像 |
| 屆別 | 黨魁姓名   | 上任日期       | 離任日期       | 圖像 |
| ---- | ---------- | -------------- | -------------- | ---- |
| *    | 嘉田由紀子 | 2012年11月28日 | 2012年12月27日 |      |
| 1    | 嘉田由紀子 | 2012年12月28日 | 2013年1月4日   |      |
| 2    | 阿部知子   | 2013年1月4日   | 2013年5月17日  |      |

- *：第一次建立的日本未來黨已於2012年12月27日分裂並更名為生活黨。嘉田由紀子於翌日再次建立日本未來黨。